# The Age of Nero
The Age of Nero es el séptimo álbum de estudio de la banda noruega de black metal Satyricon, publicado el 3 de noviembre de 2008 a través de la discográfica alemana Roadrunner Records. El álbum recibió en general buenas críticas y alcanzó el puesto número 18 en la lista Top Heatseekers del Billboard estadounidense en su primera semana, el más alto alcanzado nunca por un álbum de la banda. En la lista de ventas noruega alcanzó la quinta posición, el puesto más bajo de Satyricon desde Rebel Extravaganza. Incluye los sencillos «My Skin is Cold» y «Black Crow on a Tombstone», y es el primer trabajo con el bajista Victor Brandt y Snorre Ruch, que escribió parte de las letras.
La banda, para promocionar el álbum, comenzó una gira en Stavanger, que comenzó en Noruega el 12 de noviembre y terminó en Hamburgo, Alemania, el 20 de diciembre. Gran parte del álbum se compuso en un estudio en el bosque, con la colaboración de Snorre Ruch (Thorns), mientras que la grabación se realizó en los estudios Sound City en Van Nuys, California, donde Metallica grabó Death Magnetic. El disco fue nominado al mejor álbum de una banda extranjera en los Danish Metal Awards.

## Grabación
En marzo de 2008, Satyricon comenzó a componer material para la continuación del exitoso Now, Diabolical. El lugar elegido para grabar el nuevo álbum fue el estudio Sound City de Van Nuys, California, donde anteriormente Metallica grabó Death Magnetic. La fecha elegida fue en mayo, con Joe Barresi y la asistencia de Josh Smith. Las sesiones en el estudio duraban casi doce horas diarias y más tarde Satyr dijo: «Creo que debería visitar un hospital psiquiátrico. Tengo el cuerpo y la mente exhaustos». En una de estas sesiones recibieron la visita de Daron Malakian de System of a Down con el que compusieron un tema en pocas horas. El encargado de tocar el bajo fue Victor Brandt, que se había unido a la banda como bajista en vivo. Tras terminar de grabar las pistas de batería de Frost, la banda regresó a Noruega y unos días más tarde Satyr y Brandt regresaron a Los Ángeles para grabar las guitarras y las voces. Las guitarras fueron grabadas en re (algo que la banda no había hecho anteriormente) creando un sonido «más compacto y oscuro». En agosto la banda terminó el proceso de grabación y las pistas realizadas fueron llevadas a los estudios Subsonic Society de Oslo donde fueron mezcladas por Joe Barresi con Lars Klokkerhaug y Erik Ljunggren como ingenieros y Satyr como productor.

## Portada del álbum y temas de las letras

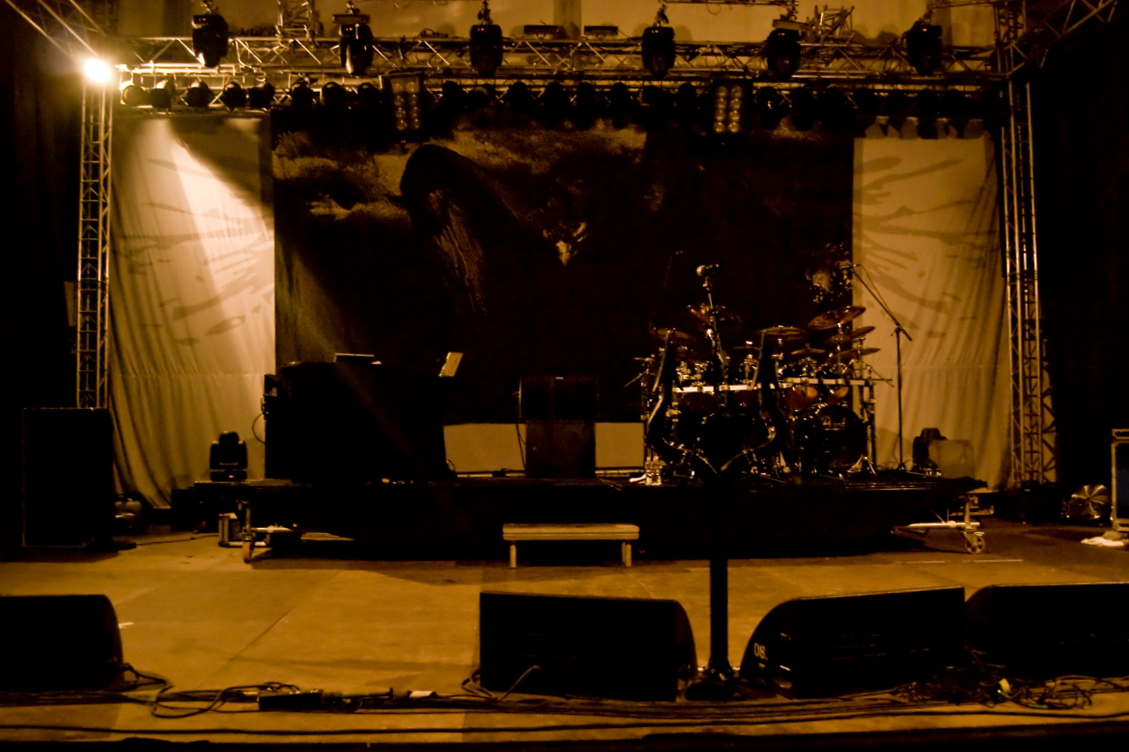
Escenario de Satyricon con la portada del álbum al fondo.

### Portada del álbum
La portada fue realizada por Martin Kvamme basándose en el título de la canción «Black Crow on a Tombstone». Kvamme también realizó las fotos del interior del álbum y que acompañan a cada una de las letras de las canciones. Las fotos de la banda fueron realizadas por Marcel Lelienhof y la ropa de los dos músicos fue diseñada por Monica Braten, protagonista del videoclip «Mother North» (1996).

### Temas de las canciones
Los temas líricos del disco exploran temas oscuros, siniestros e incluso apocalípticos. La canción «Black Crow on a Tombstone» trata sobre un momento muy duro en la vida de Satyr, en el que estuvo bebiendo demasiado vino tinto, levantándose muy pronto y trabajando muy duro. La idea del cuervo la tuvo después de ver a este animal volando alrededor de las tumbas de un cementerio cercano a la casa de su madre. Las otras letras tratan sobre visiones y sueños de Satyr.

## Gira

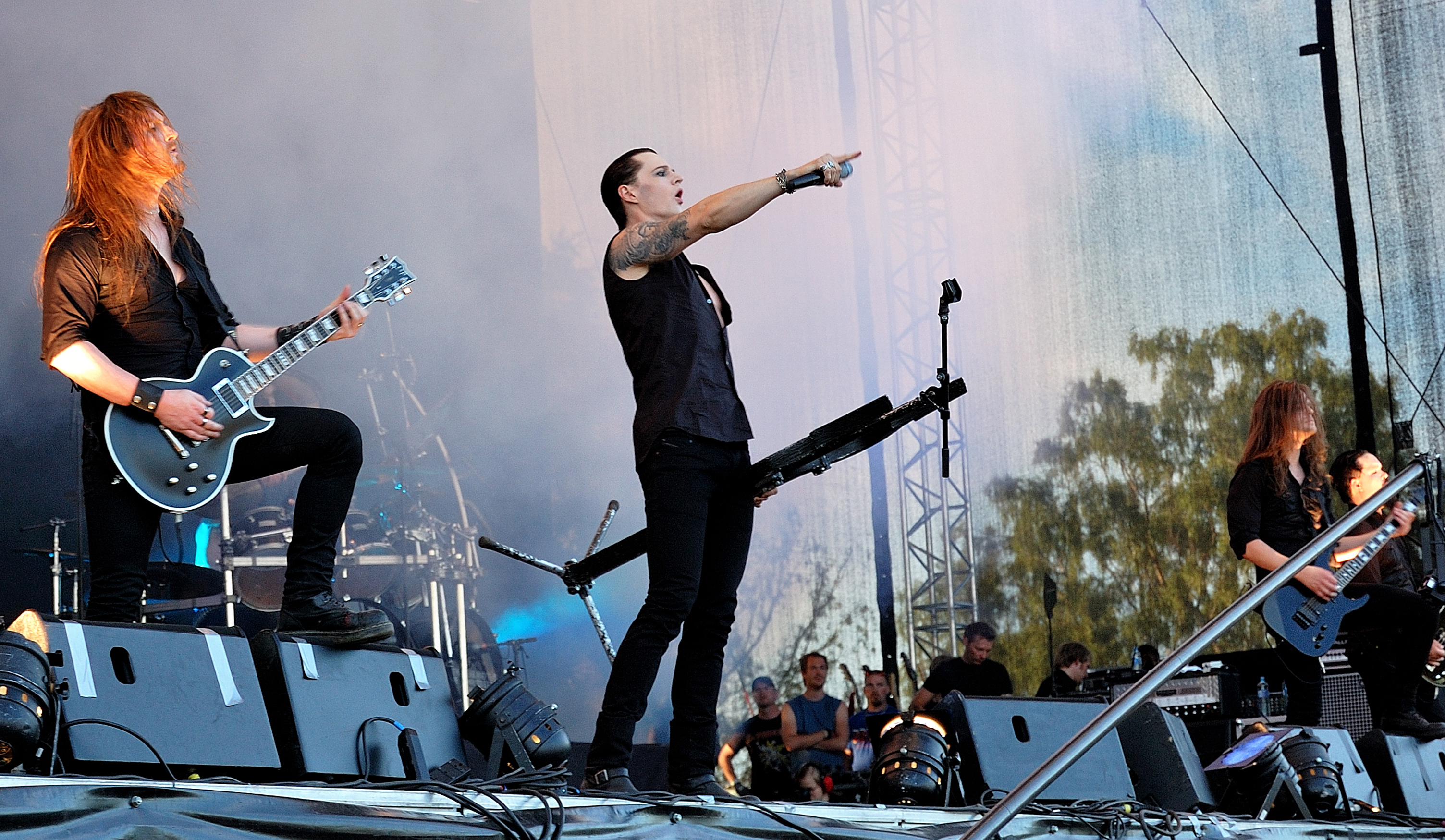
Satyricon actuando en verano de 2009.

En junio, la banda anunció la contratación del guitarrista francés Gildas Le Pape como músico de sesión, completando la formación en directo el bajista Victor Brandt, la teclista Jonna Nikula (actuando con Satyricon desde 2003) y el guitarrista Azarak (con Satyricon desde 1999). Para promocionar The Age of Nero, Satyricon realizó una pequeña gira de tres conciertos en India, con Sahg como teloneros. Entre el 12 y el 15 de noviembre, la banda realizó cuatro conciertos en las ciudades noruegas de Stavanger, Bergen, Oslo y Trondheim, y el día 19 en Róterdam comenzó su gira europea que pasó por Francia, Reino Unido, Bélgica, Suiza, Italia, Eslovenia, Croacia, República Checa, Polonia y Alemania y cuyos teloneros fueron Evile y Zonaria. En enero y febrero de 2009 realizaron una gira estadounidense con Cradle of Filth y más tarde actuaron en Japón y Australia. En abril, el bajista Brandt fue expulsado por «su incapacidad de trabajar en equipo» y fue reemplazado provisionalmente por Anders Odden, fundador de Cadaver. Odden dejó la banda a finales de ese año y fue sustituido por el francés Brice Leclercq, exbajista de Dissection.
La gira promocional de The Age of Nero duró aproximadamente un año, concluyendo con un último concierto el 20 de diciembre de 2009 en Londres. Tras esta actuación, la banda anunció que se tomarían un descanso para poder trabajar en sus otros proyectos.

## Recepción de la crítica

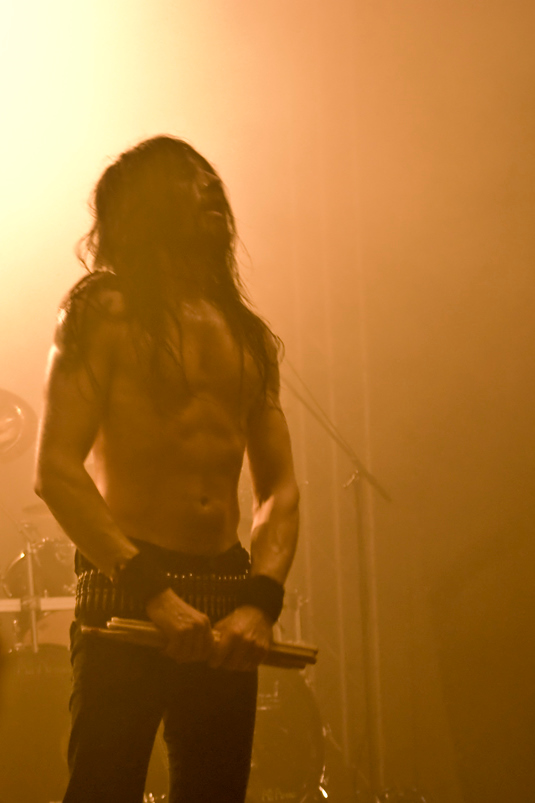
El trabajo de Frost recibió buenas opiniones por la crítica.

The Age of Nero recibió críticas similares a Now, Diabolical. Eduardo Rivadavia de Allmusic dijo que «es un álbum audaz, sorprendente, creativo y polémico», aunque «probablemente Satyricon nunca volverá a la incivilizada crudeza de su juventud». Keith Bergman de Blabbermouth escribió que «es un gran álbum incluso cuando se introduce en lo previsible, porque es sonido Satyricon hasta la médula». Destacó a Frost por «estar cada vez más involucrado en el proceso y dotar de gran velocidad a temas como la épica “Die by my hand”». Dom Lawson de Metal Hammer dijo que el álbum «había sido diseñado astutamente para crecer constantemente» y describió la música «como hipnotizante ruido de golpes de martillo en el subconsciente»; además, la misma publicación lo posicionó en el puesto número quince de su lista de los 50 mejores álbumes de 2008 realizada por las votaciones de los lectores. Yorgos Goumas de Kerrang! lo catalogó como «una buena continuación de Volcano» y que «Satyr intenta y consigue parcialmente devolver algo de la magia (negra) que se había perdido», aunque también recalcó que «no es el mejor disco de su carrera, pero nos obsequian con una buena dosis de oscuridad». Joan Singla de la versión española de Metal Hammer nombró a The Age of Nero «como la obra maestra de Satyricon», escribiendo que «era más oscuro, más denso y considerablemente más heavy que su predecesor» y destacando «las baterías casi tribales de Frost». La revista Terrorizer posicionó a The Age of Nero como el vigésimo mejor álbum del año, mientras que Metal Hammer lo colocó en la decimoquinta posición.
El disco fue nominado al mejor álbum de una banda extranjera en los Danish Metal Awards, cuya ceremonia se realizó el 16 de enero de 2010, siendo el vencedor Crack the Skye de Mastodon. El programa de radio Metal on Metal situó a The Age of Nero como el noveno mejor álbum de 2009.

## Recepción del público

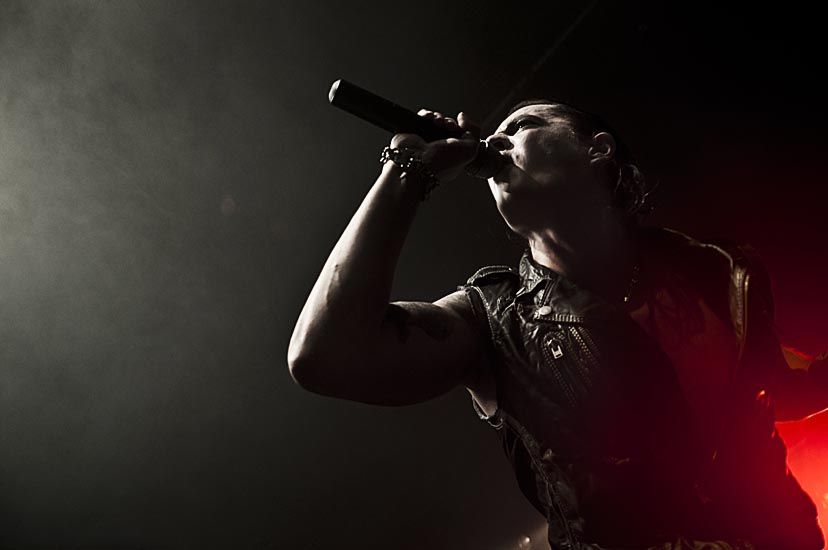
Satyr en el Festival Hole in the Sky 2011

The Age of Nero fue certificado como disco de oro en Noruega, tras vender más de 15 000 copias. El 13 de julio el EP My Skin is Cold entró en la lista española de sencillos en la vigésima posición. En esta lista permaneció otras dos semanas logrando alcanzar el sexto puesto en la última de estas. En Noruega, el álbum debutó en el puesto cinco de la lista de álbumes (la posición más baja de la banda desde Rebel Extravaganza); en la siguiente semana descendió hasta el décimo puesto y en la tercera cayó hasta la posición treinta. En la lista finlandesa también alcanzó una posición inferior a la de sus anteriores trabajos; solo estuvo una semana, en la trigésima posición. En cambio, en Francia el álbum se vendió mucho mejor que sus antecesores llegando a entrar en la lista de álbumes, en la posición 136, al igual que en Suecia, en cuya lista permaneció dos semanas (alcanzando el puesto veintiséis) y en Alemania, donde alcanzó el puesto número setenta y tres.
En enero de 2009, The Age of Nero fue publicado en Estados Unidos, y en su primera semana vendió aproximadamente 1 700 copias, entrando en dos listas del Billboard.

### Álbum
| Año  | Álbum           | Lista                   | Posición | Ref.   |
| ---- | --------------- | ----------------------- | -------- | ------ |
| 2008 | The Age of Nero | VG-lista                | 5        | [ 29 ] |
| 2008 | The Age of Nero | Sverigetopplistan       | 26       | [ 31 ] |
| 2008 | The Age of Nero | Suomen virallinen lista | 30       | [ 34 ] |
| 2008 | The Age of Nero | Media Control Charts    | 73       | [ 32 ] |
| 2008 | The Age of Nero | SNEP                    | 136      | [ 30 ] |
| 2008 | The Age of Nero | UK Albums Chart         | 156      | [ 35 ] |
| 2008 | The Age of Nero | Oricon                  | 221      | [ 36 ] |
| 2009 | The Age of Nero | Top Heatseekers         | 18       | [ 33 ] |
| 2009 | The Age of Nero | Independent Albums      | 42       | [ 33 ] |

### Sencillo
| Año  | Álbum           | Lista      | Posición | Ref.   |
| ---- | --------------- | ---------- | -------- | ------ |
| 2008 | My Skin is Cold | Promusicae | 6        | [ 28 ] |

## Lista de canciones
| N.º | Título                      | Letras          | Música          | Duración |  |
| 1.  | «Commando»                  | Satyr Wongraven | Satyr Wongraven | 4:29     |  |
| 2.  | «The Wolfpack»              | Wongraven       | Wongraven       | 4:05     |  |
| 3.  | «Black Crow on a Tombstone» | Wongraven       | Wongraven       | 3:52     |  |
| 4.  | «Die by my hand»            | Wongraven       | Wongraven       | 7:07     |  |
| 5.  | «My Skin is Cold»           | Wongraven       | Wongraven       | 5:15     |  |
| 6.  | «The Sign of the Trident»   | Wongraven       | Wongraven       | 6:58     |  |
| 7.  | «Last Man Standing»         | Wongraven       | Wongraven       | 3:40     |  |
| 8.  | «Den Siste»                 | Wongraven       | Wongraven       | 7:24     |  |

| Edición especial limitada |                                                                     |           |           |          |  |
| N.º                       | Título                                                              | Letras    | Música    | Duración |  |
| 9.                        | «My Skin is Cold» (Versión alternativa incluida en el EP homónimo.) | Wongraven | Wongraven | 5:07     |  |
| 10.                       | «Live Through Me»                                                   | Wongraven | Wongraven | 5:12     |  |
| 11.                       | «Existential Fear-Questions»                                        | Wongraven | Wongraven | 6:01     |  |
| 12.                       | «Repined Bastard Nation» (En vivo en Gjallarhorn.)                  | Wongraven | Wongraven | 5:49     |  |
| 13.                       | «Mother North» (En vivo en Gjallarhorh.)                            | Wongraven | Wongraven | 9:06     |  |
| 14.                       | «The Pentagram Burns» (Edición de radio.)                           | Wongraven | Wongraven | 5:03     |  |
| 15.                       | «Last Man Standing» (Guitar Wall Mix.)                              | Wongraven | Wongraven | 3:38     |  |
| 16.                       | «Den Siste» (Analog Mix.)                                           | Wongraven | Wongraven | 7:22     |  |
| 17.                       | «K.I.N.G.» (Videoclip.)                                             | Wongraven | Wongraven | 3:33     |  |
| 18.                       | «The Pentagram Burns» (Videoclip.)                                  | Wongraven | Wongraven | 4:05     |  |
| 46:48                     |                                                                     |           |           |          |  |

## Miembros
| Satyricon - Satyr - vocalista y guitarrista - Frost - batería Músicos de sesión - Victor Brandt - bajista - Snorre Ruch - guitarrista adicional - Windhfyr - teclista (en «Den Siste») y coros (en «Die by my hand») - Terje Midtgard - trombonista (en «Den Siste») - Øivind Westby - trombonista (en «Den Siste») - Eirik Devold - trombonista (en «Den Siste») - Thomas Roisland - tuba (en «Den Siste») - Grex Vocalis - coros (en «Die by my hand»): - Bjørn Bugge - Christian Lyder Marstrander - Sturla Flem Rinvik - Aril Rohde - Andrew John Smith - Kjell Vhg - Jonna Nikula - teclista en los temas en directo de la edición limitada - Azarak y Arnt Grønbech - guitarristas en los temas en directo de la edición limitada | Producción - Evil Joe Barresi – grabación y mezcla - Erik Ljunggren y Satyr - efectos de sonido - Satyr Wongraven – producción y dirección artística - Lars Klokkerhaug y Erik Ljunggren - ingenieros de sonido - Jun Murakawa - mezcla - Brian Gardner - masterización - Martin Kvamme - diseño - Marcel Lelienhof - foto de la banda - Monica Kvaale - retoques de las fotos - Monica Braten - estilo |

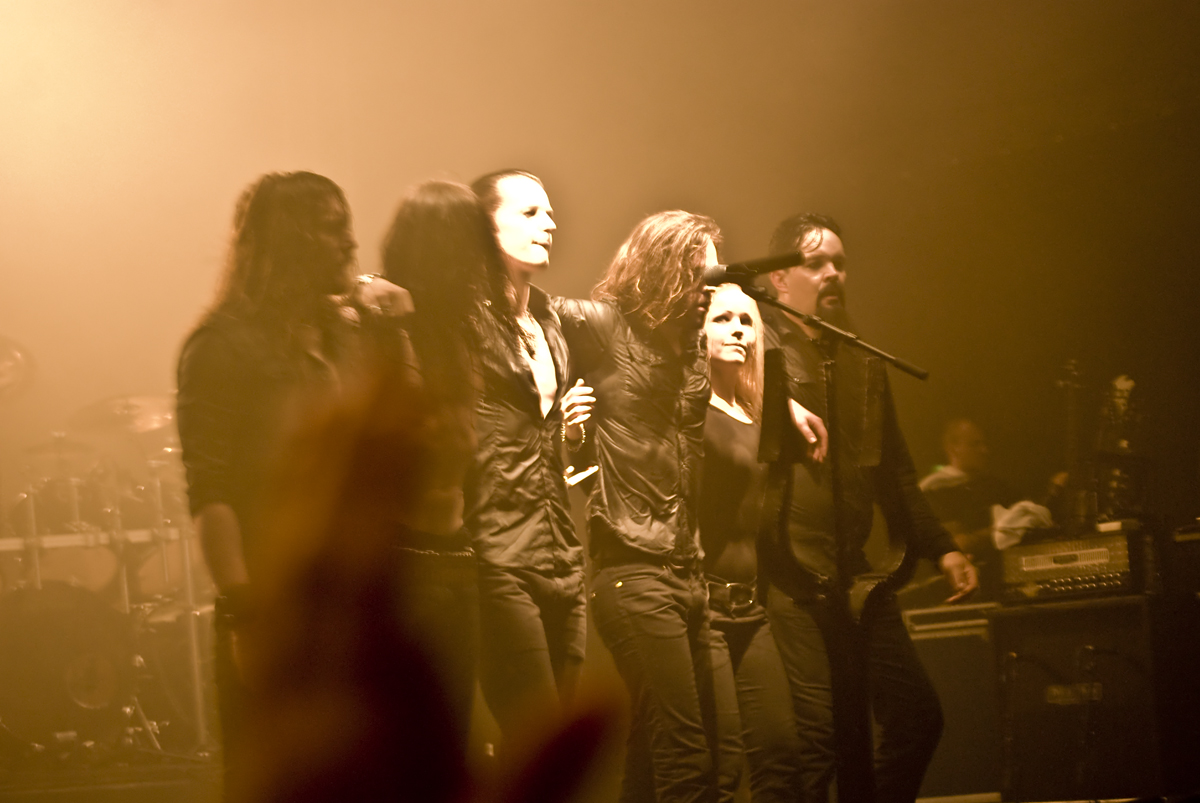
Satyricon tras su actuación en Sziget festival de 2009.